# Elmeriobryum guatemalense
Elmeriobryum guatemalense là một loài Rêu trong họ Hypnaceae. Loài này được J.R. Rohrer mô tả khoa học đầu tiên năm 1986.